# Les quatre bruixes
Les quatre bruixes (títol original en italià Le fate) és una pel·lícula de comèdia italo-francesa de 1966 dirigida per Mario Monicelli, Mauro Bolognini, Antonio Pietrangeli i Luciano Salce. Va ser protagonitzada per Monica Vitti, Claudia Cardinale, Raquel Welch i Capucine. Ha estat doblada al català.

## Argument
Fata Sabina
- Direcció: Luciano Salce
- Guió: Ruggero Maccari i Luigi Magni

Sabina, una jove que fa autoestop, puja al costat d'uns automobilistes d'aspecte aparentment decent, però acaba escapant de dos intents de violació. Finalment coneix a Gianni, un estranger (de San Marino), que en companyia d'una bella noia sap mantenir el componiment, una cosa gairebé impossible per als italians reprimits i insatisfets.
Fata Armènia
- Direcció: Mario Monicelli

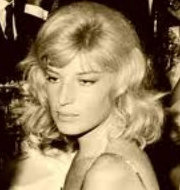
Monica Vitti (Fata Sabina)

- Guií: Tonino Guerra, Giorgio Salvioni i Suso Cecchi D'Amico

La jove gitana Armenia revoluciona la monòtona vida d'un metge, el Dr. Aldini, al qual ha anomenat per a examinar al seu fill de pocs mesos. Armènia viu de la conveniència i els petits furts, però es considera honesta i només vol el bé del seu fill; no obstant això, el color de cabell del seu «fill» canvia de manera estranya amb massa freqüència...
Fata Elena
- Direcció: Mauro Bolognini
- Guió: Rodolfo Sonego

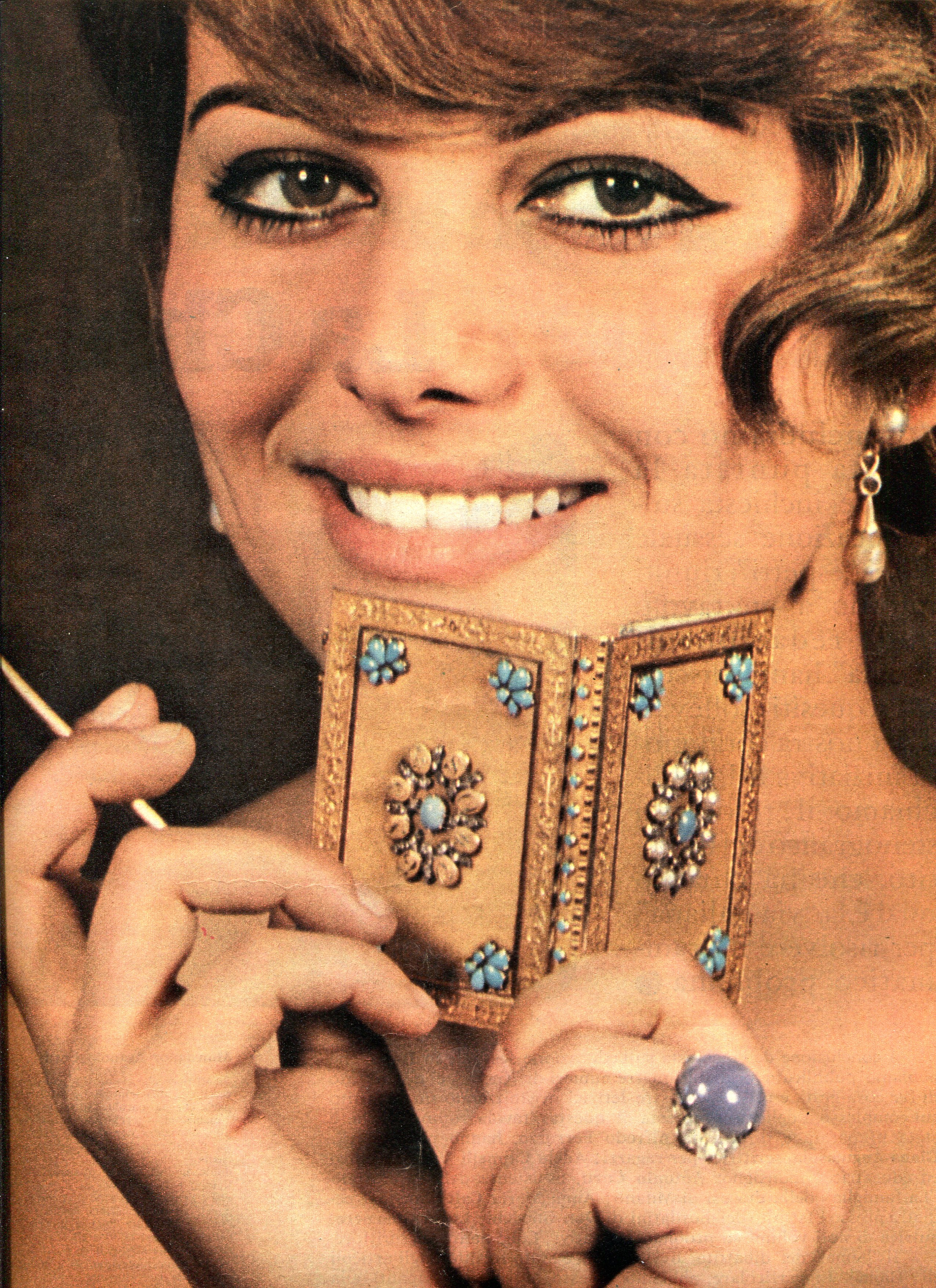
Claudia Cardinale (Fata Elena)

Luigi va de visita a la casa del seu amic, on coneix a l'esposa d'aquest, Elena i sent una certa atracció per ella. Després d'acabar consumat la seva primera relació, Elena roman serena i tranquil·la brodant en presència de l'espòs i convidats, mentre que Luigi, en sentir-se incòmode, decideix tornar a la seva casa, només per a trobar a la seva pròpia esposa (també brodant) en companyia d'un convidat.
Fata Marta
- Diecció: Antonio Pietrangeli
- Guió: Rodolfo Sonego

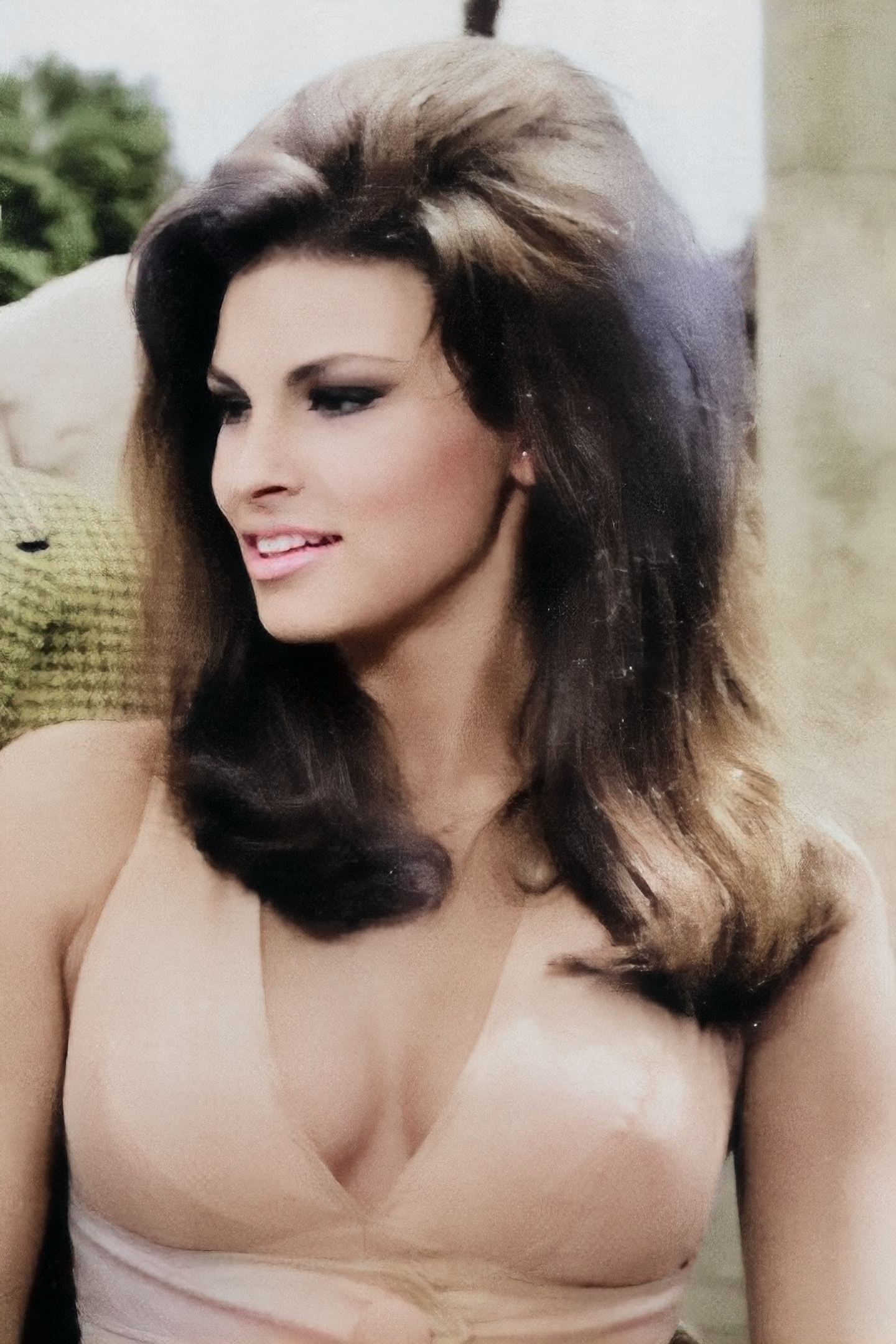
Raquel Welch (Fata Elena)

Marta, dama del món i esposa d'un ric cirurgià, té una relació amorosa en una festa quan està molt embriaga amb el molt sorprès jornaler Giovanni, a qui el seu marit contracta com a xofer i majordom aquesta mateixa nit. Giovanni se sorprèn encara més quan el seu amant rebutja amb enuig les seves confidències i no vol recordar, ni tan sols quan el joc es repeteix en les mateixes circumstàncies. Giovanni així s'adona que Marta és severa, capritxosa i escrupolosa estant sòbria, però frívola i sense complexos quan està borratxa, només per a oblidar-se (o fingint oblidar-se) de tot quan torna al seu estat normal. Movent el cap (però no insatisfet), Giovanni accepta el fet que la distingida Signora sempre no sap res o no vol saber res després de la «intoxicació».

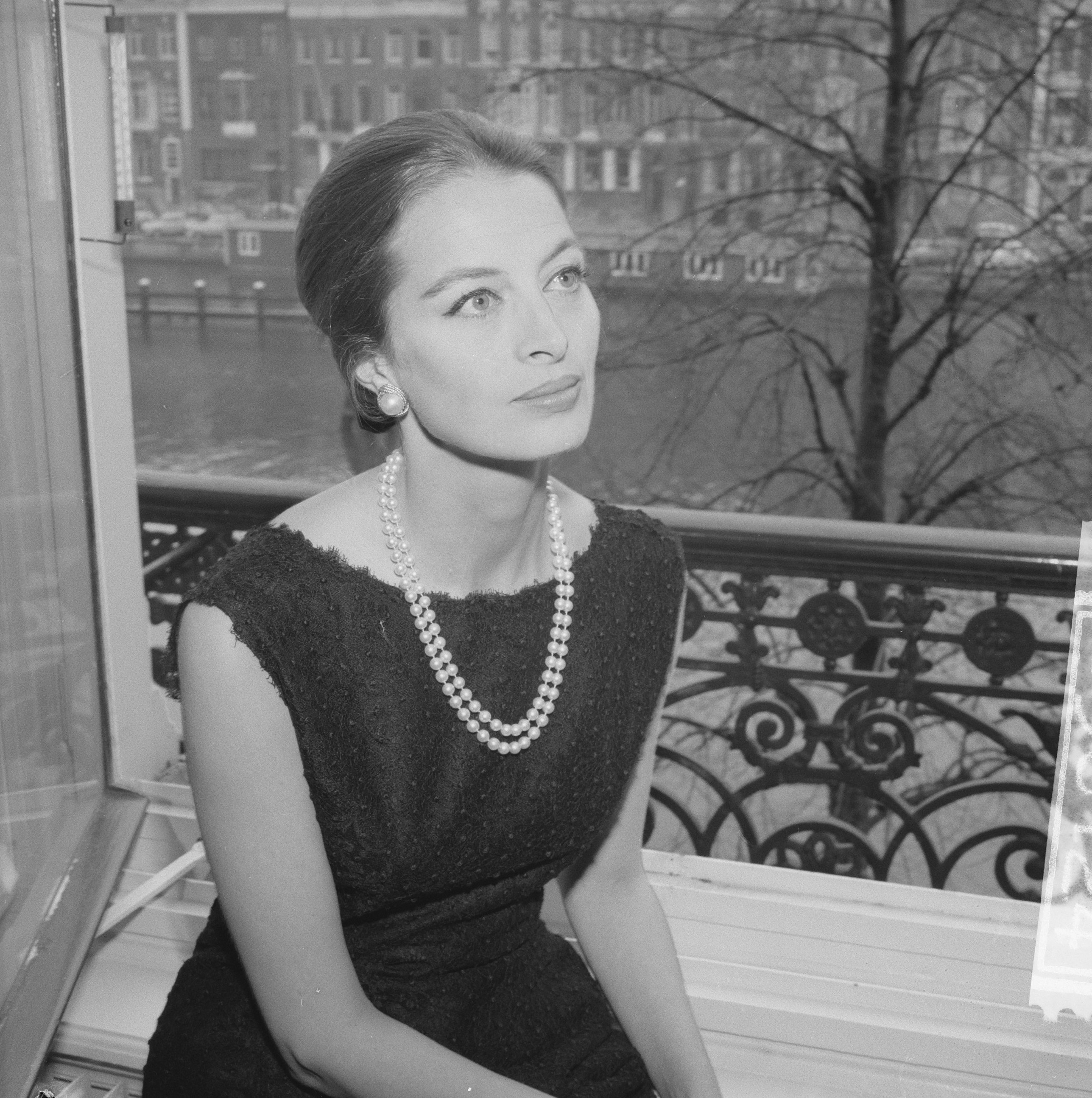
Capucine (Fata Marta)

## Repartiment
- Monica Vitti com Sabina (segment "Fata Sabina").
- Enrico Maria Salerno com Gianni (segment "Fata Sabina").
- Claudia Cardinale com Armenia (segment "Fata Armenia").
- Gastone Moschin com Dr. Aldini (segment "Fata Armenia").
- Raquel Welch com Elena (segment "Fata Elena").
- Jean Sorel com Luigi (segment "Fata Elena").
- Alberto Sordi com Giovanni (segment "Fata Marta").
- Capucine com Marta (segment "Fata Marta").
- Olga Villi com la contesaa Rattazzi (segment "Fata Marta").
- Anthony Steel com El Cirurgià (segment "Fata Marta").
- Renzo Giovampietro como segon automobilista (segment "Fata Sabina").
- Corrado Olmi com Amic de Aldini (segment "Fata Armenia").
- Gigi Ballista com El Sacerdot (segment "Fata Marta").
- Clotilde Sakaroff com La Institutriu (segment "Fata Elena") (com Clothilde Sakharoff).
- Nino Marchetti com l'Invitat (segment "Fata Marta").
- Franco Morici (segment "Fata Elena").

## Recepció
La Lexikon des internationalen Films d'Alemanya va arribar a la conclusió que era «una de les moltes pel·lícules òmnibus de la dècada de 1960, a vegades divertides, rares vegades planes, amb una posada en escena consistentment elegant i tractant de proporcionar entreteniment d'alta qualitat».
L' Evangelische Filmbeobachter també d'Alemanya arriba a la següent conclusió: «Formalment, la pel·lícula definitivament té valors d'entreteniment, però la diversió de la immoralitat continua sent un assumpte dubtós, fins i tot amb un picant elevat. No obstant això, a causa de la desactivació de l'alegria de jugar, un pot deixar-ho amb reserves per als adults».

## Reconeixement
- Nastri d'argento 1966[5]
  - Nastro d'argento a la millor actriu no protagonista a Monica Vitti